# Червономорська прибережна пустеля
Червономорська прибережна пустеля — екорегіон пустель і склерофітних чагарників.

## Географія
Червономорська прибережна пустеля простягається на північ і південь вздовж Червоного моря і Суецької затоки, що обмежують її на сході.
Має у своєму складі як вузьку прибережну смугу, так і пагорби Червоного моря, пасмо прибережних гір, що пролягають паралельно узбережжю. Єгипетська частина обмежена на заході Східною пустелею, частиною гіперпосушливого екорегіону пустелі Сахара.
Суданська частина обмежена південносахарським степом на заході й савана акацій Сахелю на півдні.

## Клімат
Найбільше опадів взимку.
Уздовж узбережжя випадає лише 3 мм опадів.
На східних схилах гір випадає більше опадів, які перехоплюють періодичні вологоносні вітри, що створюють опади з туманом і іноді сильні дощі.

## Флора
Рослинність включає мангрові болота та солончаки вздовж берега, розріджені чагарники вздовж узбережжя та рідколісся у ваді.
Більш пишні ліси та чагарники зустрічаються в районах з більшою кількістю опадів і гірським туманом, а також уздовж гірських струмків.
Джебель-Ельба, гора, що розташована біля узбережжя у прикордонному регіоні між Єгиптом і Суданом, підтримує найрізноманітніший рослинний світ в екорегіоні.

## Фауна
У горах мешкає Capra nubiana та Ammotragus lervia, що перебувають під загрозою зникнення.
Інші ссавці: Gazella dorcas, Vulpes pallida, Procavia capensis.

## Заповідники
Ваді-ель-Гамаль у Єгипті та національний парк Габал-Ельба в спірному прикордонному регіоні Єгипту та Судану, який зараз є під орудою Єгипту.